# Mistrzostwa Świata w Piłce Nożnej 2018 (eliminacje strefy CAF)/Grupa A

## Grupa A
| Lp. | Drużyna                       | M | Mecze | Mecze | Mecze | Bramki | Bramki | Bramki | Pkt |
| Lp. | Drużyna                       | M | W     | R     | P     | +      | −      | +/−    | Pkt |
| --- | ----------------------------- | - | ----- | ----- | ----- | ------ | ------ | ------ | --- |
| 1.  | Tunezja                       | 6 | 4     | 2     | 0     | 11     | 4      | +7     | 14  |
| 2.  | Demokratyczna Republika Konga | 6 | 4     | 1     | 1     | 14     | 7      | +7     | 13  |
| 3.  | Libia                         | 6 | 1     | 1     | 4     | 4      | 10     | −6     | 4   |
| 4.  | Gwinea                        | 6 | 1     | 0     | 5     | 6      | 14     | −8     | 3   |

## Mecze
| 9 października 2016 19:00 CEST | Tunezja · Abdennour 58' · Ben-Hatira 79' | 2:0(0:0)Raport | Gwinea | Stade Mustapha Ben Jannet, Monastyr Widzów: 9000 Sędzia: Thierry Nkurunziza |
|                                |                                          |                |        |                                                                             |

| 8 października 2016 19:30 CEST | Demokratyczna Republika Konga · Mbokani 6', 57' · Bolingi 45+2' · Mubele 68' | 4:0(2:0)Raport | Libia | Stade des Martyrs, Kinszasa Widzów: 30 000 Sędzia: Mahamadou Keita |
|                                |                                                                              |                |       |                                                                    |

| 13 listopada 2016 18:30 CET | Gwinea · Soumah 23' (k) | 1:2(1:0)Raport | Demokratyczna Republika Konga · 54' Kebano · 57' Bolasie | Stade du 28 Septembre, Konakry Widzów: 30 000 Sędzia: Sidi Alioum |
|                             |                         |                |                                                          |                                                                   |

| 11 listopada 2016 20:00 CET | Libia | 0:1(0:0)Raport | Tunezja · 50' (k) Khazri | Stadion Omara Hammadiego, Algier (Algieria) Widzów: 3000 Sędzia: Davies Omweno |
|                             |       |                |                          |                                                                                |

| 31 sierpnia 2017 19:00 CEST | Gwinea · Keïta 8' · Camara 23' · Bangoura 90+2' | 3:2(2:0)Raport | Libia · 87' Sabbou · 88' Zuway | Stade du 28 Septembre, Konakry Widzów: 13 750 Sędzia: Hassan Mohamed Hagi |
|                             |                                                 |                |                                |                                                                           |

| 1 września 2017 22:00 CEST | Tunezja · Meriah 18' (k) · Chaalali 47' | 2:1(1:1)Raport | Demokratyczna Republika Konga · 43' Bakambu | Stadion Olimpijski, Radis Widzów: 30 000 Sędzia: Eric Otogo-Castane |
|                            |                                         |                |                                             |                                                                     |

| 4 września 2017 21:00 CEST | Libia · Elhouni 36' | 1:0(1:0)Raport | Gwinea | Stade Mustapha Ben Jannet, Monastyr (Tunezja) Widzów: 1500 Sędzia: Abou Coulibaly |
|                            |                     |                |        |                                                                                   |

| 5 września 2017 19:30 CEST | Demokratyczna Republika Konga · Mbemba 10' · M'Poku 47' | 2:2(1:0)Raport | Tunezja · 77' (sam.) Moke · 78' Badri | Stade des Martyrs, Kinszasa Widzów: 80 000 Sędzia: Daniel Bennett |
|                            |                                                         |                |                                       |                                                                   |

| 7 października 2017 19:00 CEST | Gwinea · Keïta 36' | 1:4(1:1)Raport | Tunezja · 45+2', 74', 90+6' Msakni · 83' Ben Amor | Stade du 28 Septembre, Konakry Widzów: 12 000 Sędzia: Janny Sikazwe |
|                                |                    |                |                                                   |                                                                     |

| 7 października 2017 19:00 CEST | Libia · Elmusrati 68' | 1:2(0:0)Raport | Demokratyczna Republika Konga · 50' Bakambu · 74' Mubele | Stade Mustapha Ben Jannet, Monastyr (Tunezja) Widzów: 750 Sędzia: Malang Diedhiou |
|                                |                       |                |                                                          |                                                                                   |

| 11 listopada 2017 18:30 CET | Tunezja | 0:0(0:0)Raport | Libia | Stadion Olimpijski, Radis Sędzia: Hamada Nampiandraza |
|                             |         |                |       |                                                       |

| 11 listopada 2017 18:30 CET | Demokratyczna Republika Konga · Sidibe 61' (sam.) · Bolingi 90+2' (k) · Kebano 90+3' | 3:1(0:0)Raport | Gwinea · 71' Junior | Stade des Martyrs, Kinszasa Sędzia: Sidi Alioum |
|                             |                                                                                      |                |                     |                                                 |